# Lac Sibinacocha
Le lac Sibinacocha (peut-être du sifflet Quechua siwina, lac qucha, lagune) est un lac au Pérou. Il est classé comme le 22e plus haut lac du monde. Il est situé dans la région de Cusco, dans la province de Canchis, dans le district de Pitumarca. Le lac Sibinacocha se situe dans la cordillère de Vilcanota, au sud de Chumpe et au sud-ouest de Condoriquiña.  
Un barrage en terre a été érigé au bord du lac en 1996. Il est exploité par EGEMSA. 